# Zodariidae
Famille
Les Zodariidae sont une famille d'araignées aranéomorphes.

## Distribution

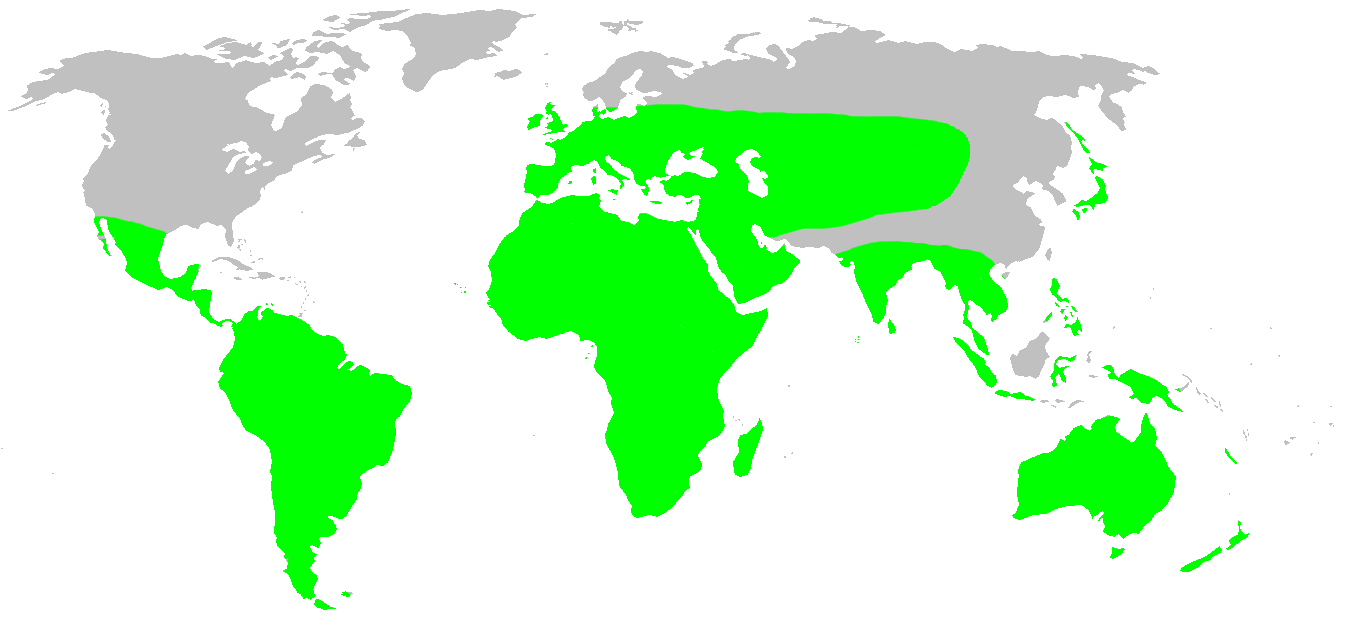
Distribution

Les espèces de cette famille se rencontrent sur tous les continents sauf aux pôles.

## Description

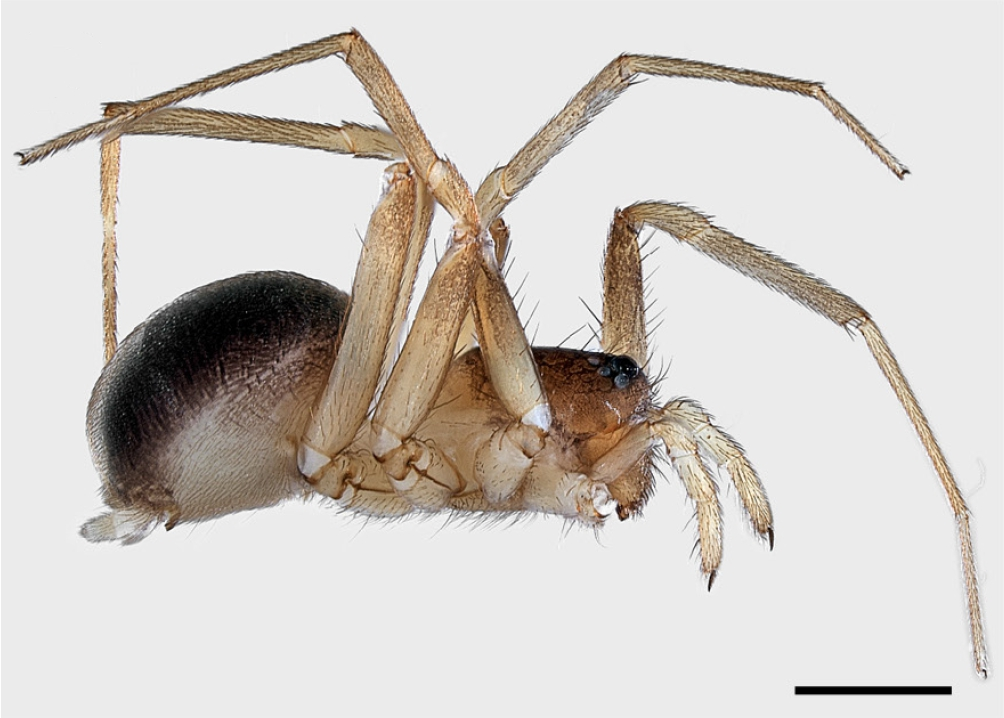
Acanthinozodium crateriferum

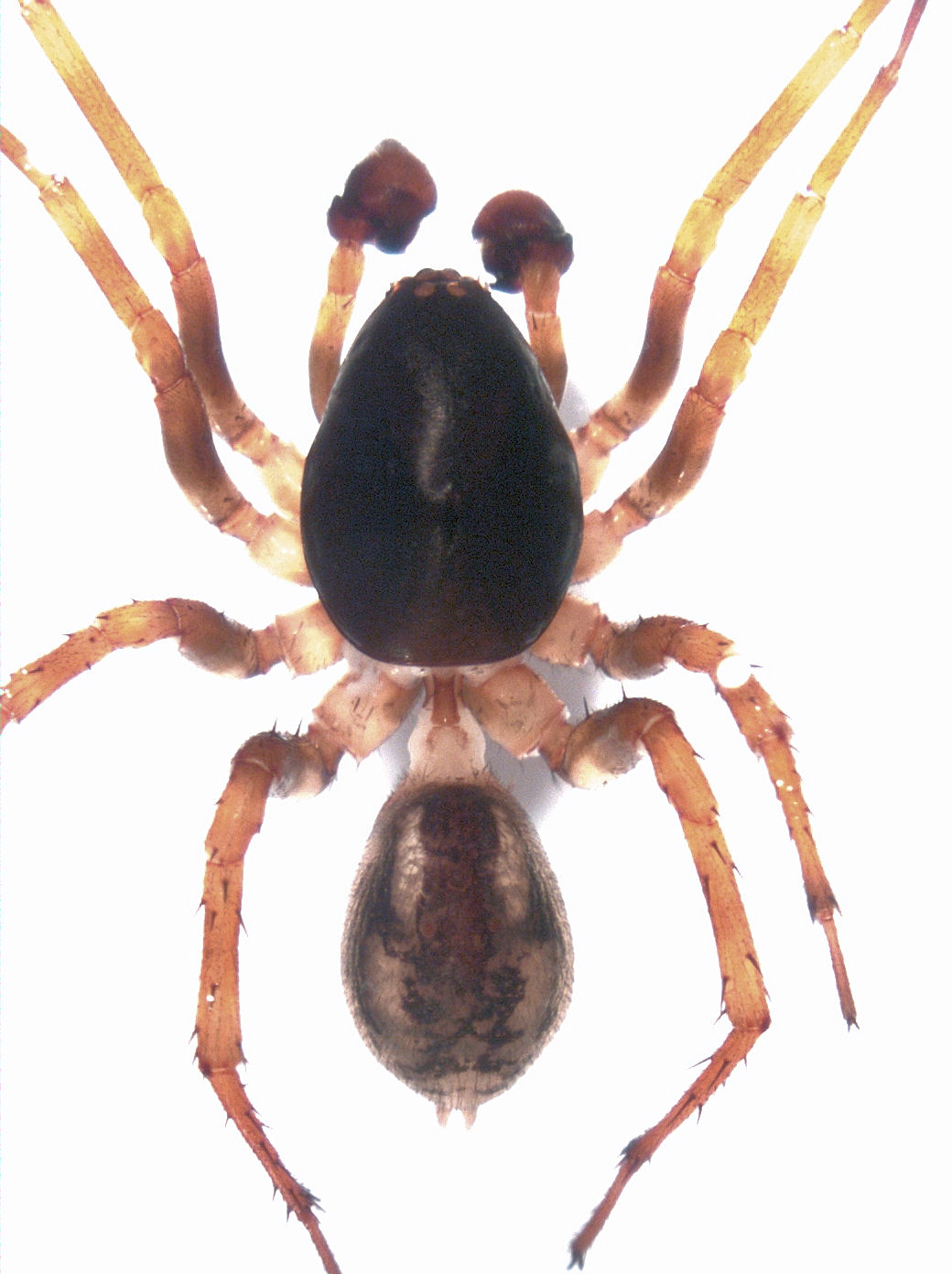
Forsterella faceta

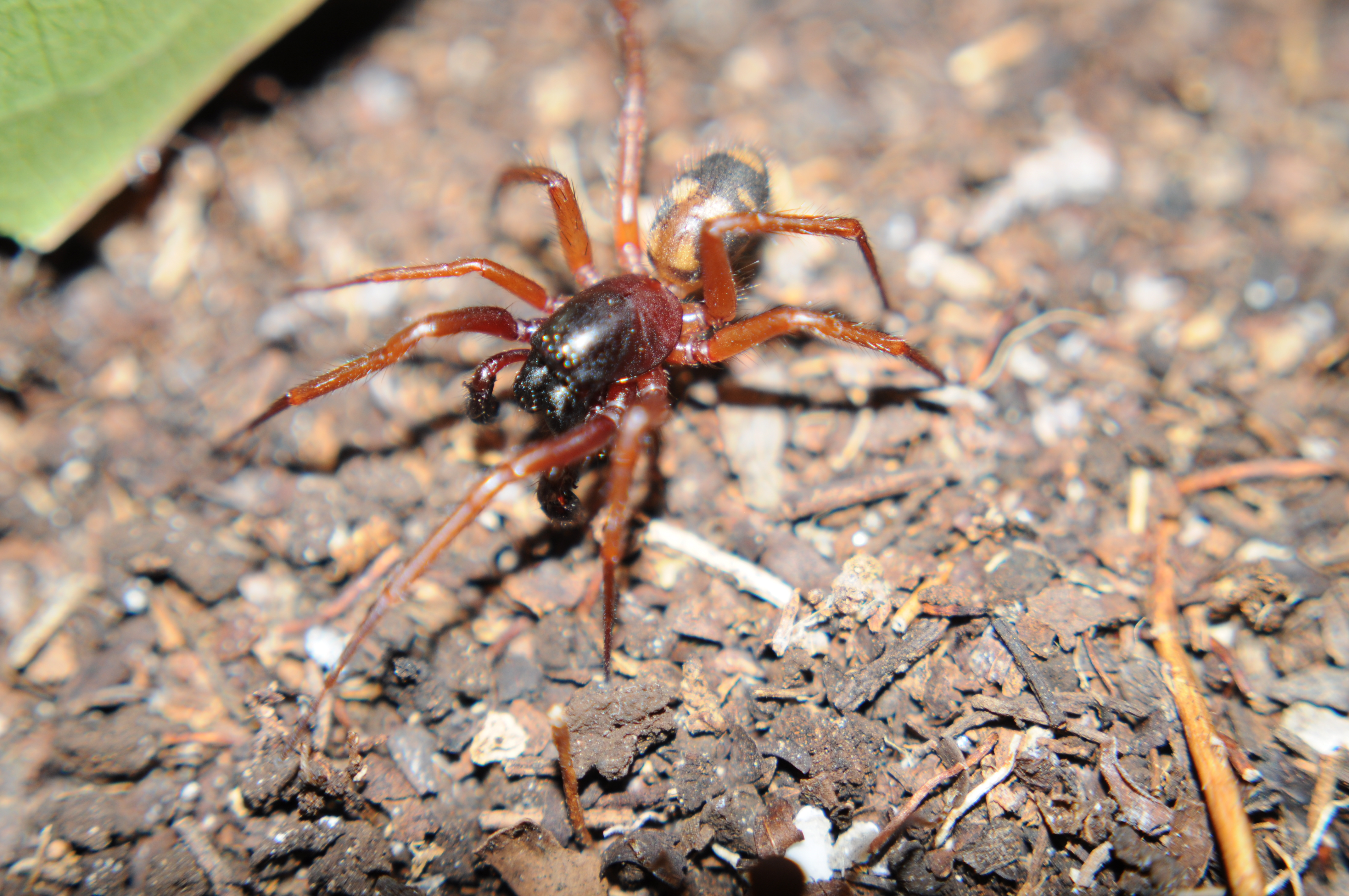
Ishania

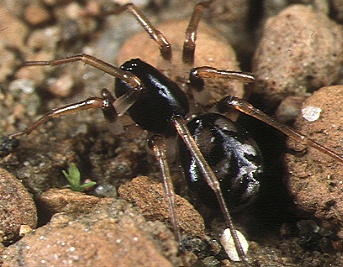
Mallinella shimojanai

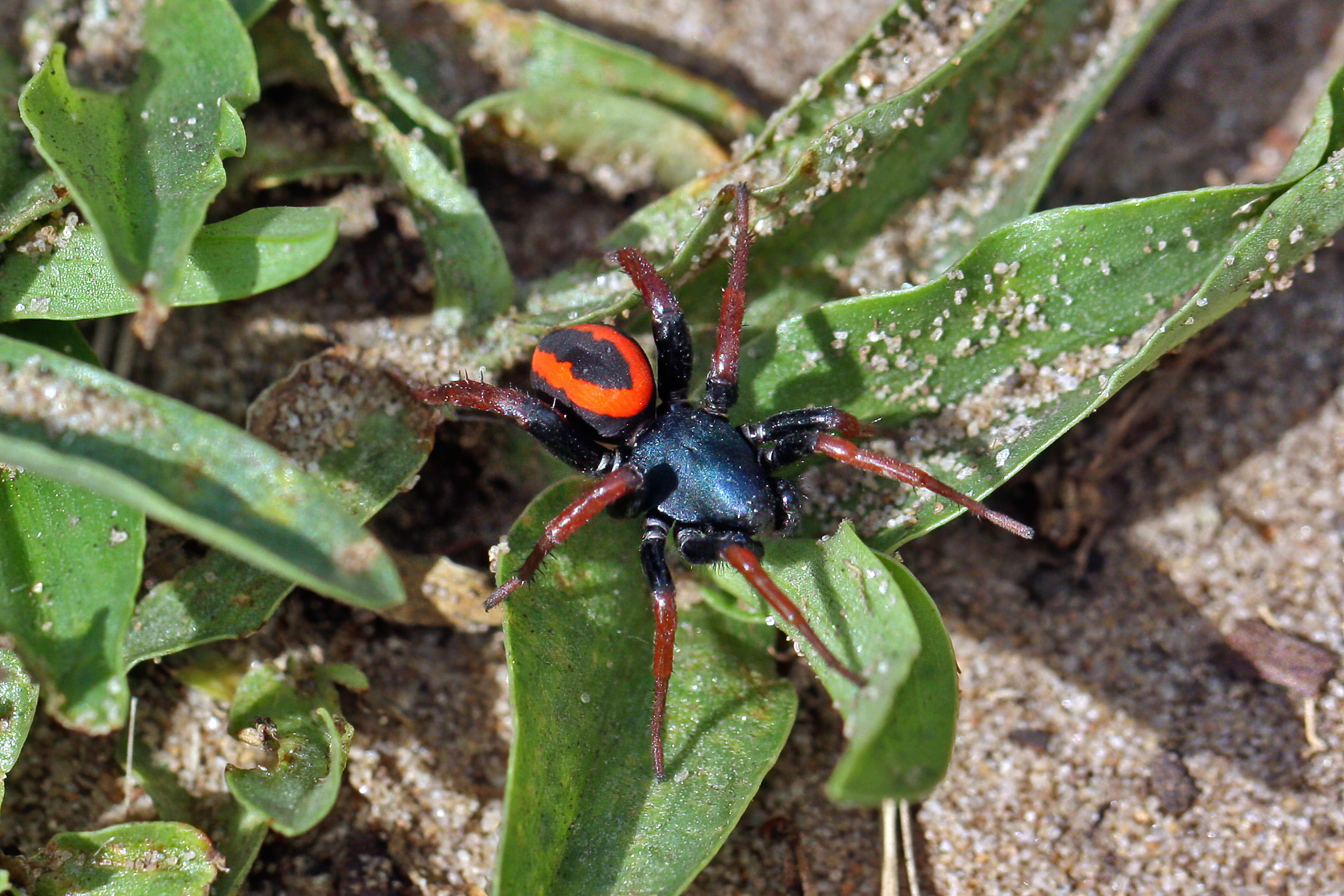
Psammorygma aculeatum

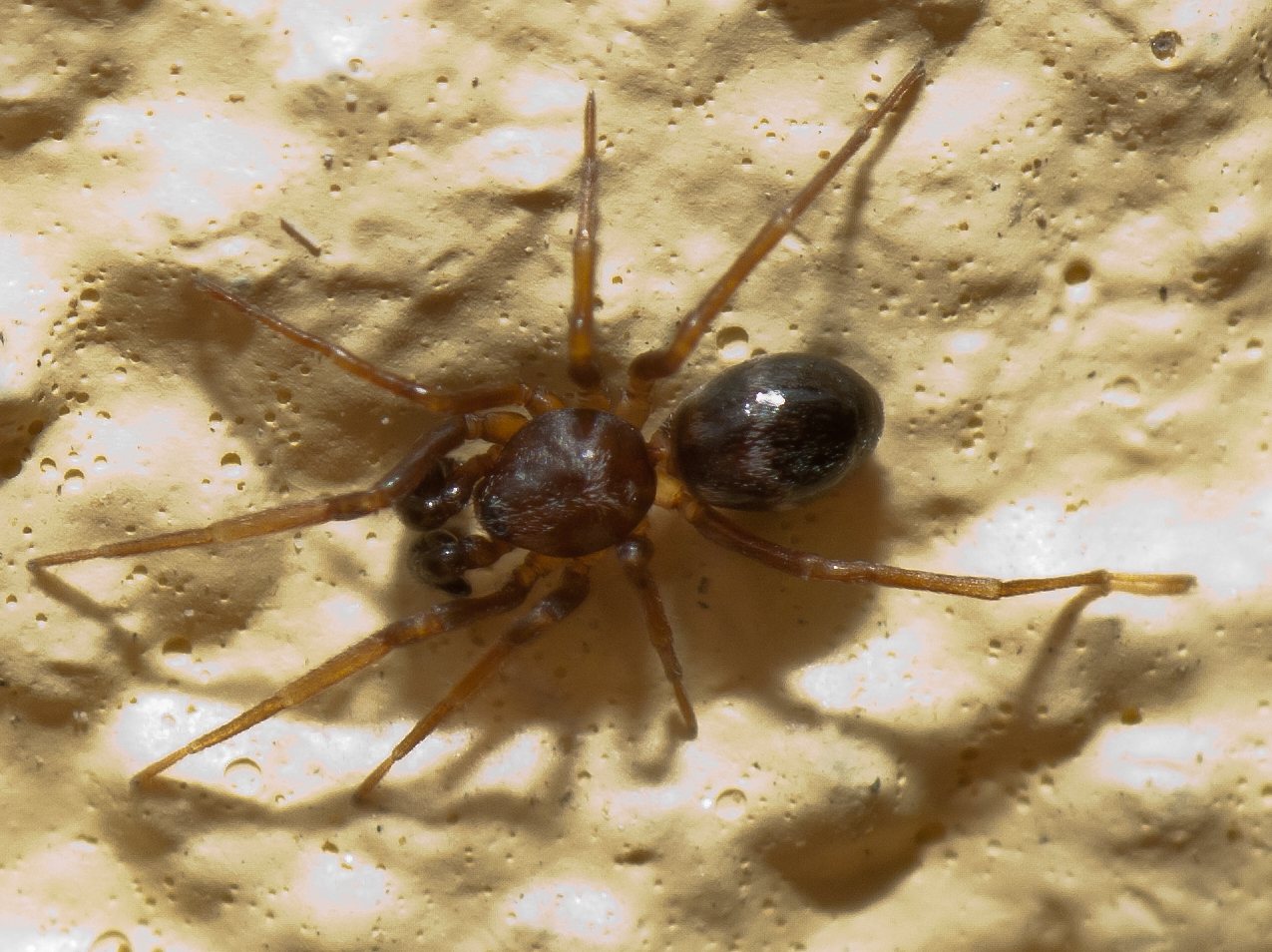
Zodariidae

Ce sont des araignées de taille petite ou moyenne. Elles se rencontrent souvent dans les bois de pin. La majorité des espèces se nourrissent de fourmis et en adoptent même l'apparence. Les pattes n'ont pas d'épines.

## Paléontologie
Cette famille est connue depuis le Paléogène.

## Liste des genres
Selon World Spider Catalog (version 23.5, 16/09/2022) :
- Acanthinozodium Denis, 1966
- Akyttara Jocqué, 1987
- Amphiledorus Jocqué & Bosmans, 2001
- Antillorena Jocqué, 1991
- Asceua Thorell, 1887
- Aschema Jocqué, 1991
- Asteron Jocqué, 1991
- Australutica Jocqué, 1995
- Ballomma Jocqué & Henrard, 2015
- Basasteron Baehr, 2003
- Caesetius Simon, 1893
- Cambonilla Jocqué, 2019
- Capheris Simon, 1893
- Cavasteron Baehr & Jocqué, 2000
- Chariobas Simon, 1893
- Chilumena Jocqué, 1995
- Cicynethus Simon, 1910
- Colimarena Jocqué & Baert, 2021
- Cryptothele L. Koch, 1872
- Cybaeodamus Mello-Leitão, 1938
- Cydrela Thorell, 1873
- Cyrioctea Simon, 1889
- Diores Simon, 1893
- Dusmadiores Jocqué, 1987
- Epicratinus Jocqué & Baert, 2005
- Euasteron Baehr, 2003
- Euryeidon Dankittipakul & Jocqué, 2004
- Forsterella Jocqué, 1991
- Habronestes L. Koch, 1872
- Heliconilla Dankittipakul, Jocqué & Singtripop, 2012
- Heradida Simon, 1893
- Heradion Dankittipakul & Jocqué, 2004
- Hermippus Simon, 1893
- Hetaerica Rainbow, 1916
- Holasteron Baehr, 2004
- Indozodion Ovtchinnikov, 2006
- Ishania Chamberlin, 1925
- Lachesana Strand, 1932
- Laminion Sankaran, Caleb & Sebastian, 2020
- Leprolochus Simon, 1893
- Leptasteron Baehr & Jocqué, 2001
- Leviola Miller, 1970
- Lutica Marx, 1891
- Malayozodarion Ono & Hashim, 2008
- Mallinella Strand, 1906
- Mallinus Simon, 1893
- Masasteron Baehr, 2004
- Mastidiores Jocqué, 1987
- Microdiores Jocqué, 1987
- Minasteron Baehr & Jocqué, 2000
- Murphydrela Jocqué & Russell-Smith, 2022
- Neostorena Rainbow, 1914
- Nostera Jocqué, 1991
- Nosterella Baehr & Jocqué, 2017
- Notasteron Baehr, 2005
- Omucukia Koçak & Kemal, 2008
- Palaestina O. Pickard-Cambridge, 1872
- Palfuria Simon, 1910
- Palindroma Jocqué & Henrard, 2015
- Parazodarion Ovtchinnikov, Ahmad & Gurko, 2009
- Pax Levy, 1990
- Pentasteron Baehr & Jocqué, 2001
- Phenasteron Baehr & Jocqué, 2001
- Platnickia Jocqué, 1991
- Procydrela Jocqué, 1999
- Psammoduon Jocqué, 1991
- Psammorygma Jocqué, 1991
- Pseudasteron Jocqué & Baehr, 2001
- Ranops Jocqué, 1991
- Rotundrela Jocqué, 1999
- Selamia Simon, 1873
- Spinasteron Baehr, 2003
- Spinozodium Zamani & Marusik, 2022
- Storena Walckenaer, 1805
- Storenomorpha Simon, 1884
- Storosa Jocqué, 1991
- Subasteron Baehr & Jocqué, 2001
- Suffascar Henrard & Jocqué, 2017
- Suffasia Jocqué, 1991
- Suffrica Henrard & Jocqué, 2015
- Systenoplacis Simon, 1907
- Tenedos O. Pickard-Cambridge, 1897
- Thaumastochilus Simon, 1897
- Tropasteron Baehr, 2003
- Tropizodium Jocqué & Churchill, 2005
- Trygetus Simon, 1882
- Workmania Dankittipakul, Jocqué & Singtripop, 2012
- Zillimata Jocqué, 1995
- Zodariellum Andreeva & Tystshenko, 1968
- Zodarion Walckenaer, 1826

Selon The World Spider Catalog (version 20.5, 2020) :
- † Adjutor Petrunkevitch, 1942
- † Admissor Petrunkevitch, 1942
- † Adorator Petrunkevitch, 1942
- † Angusdarion Wunderlich, 2004
- † Anniculus Petrunkevitch, 1942
- † Eocydrele Petrunkevitch, 1958
- † Propago Petrunkevitch, 1963
- † Spinizodarion Wunderlich, 2004
- † Zodariodamus Wunderlich 2004

## Systématique et taxinomie
Cette famille a été décrite par Thorell en 1881.
Cette famille rassemble 1 254 espèces dans 90 genres.

## Publication originale
- Thorell, 1881 : « Studi sui Ragni Malesi e Papuani. III. Ragni dell'Austro Malesia e del Capo York, conservati nel Museo civico di storia naturale di Genova. » Annali del museo civico di storia naturale di Genova, vol. 17, p. 1-727 (texte intégral).